# Houdelaincourt
Houdelaincourt település Franciaországban, Meuse megyében. Lakosainak száma 277 fő (2022. január 1.). Houdelaincourt Abainville, Bonnet, Delouze-Rosières, Saint-Joire és Demange-Baudignécourt községekkel határos.

## Népesség
A település népességének változása:
| Lakosok száma | 432  | 370  | 358  | 358  | 326  | 314  | 299  | 285  | 279  | 277  |
|               | 1968 | 1982 | 1990 | 2006 | 2013 | 2015 | 2017 | 2019 | 2020 | 2022 |